# Brinovka
Brinovka (znanstveno ime Turdus pilaris) je vrsta ptice pevke iz družine drozgov, ki je razširjena tudi v Sloveniji.

## Opis
Brinovka ima čokato telo, dolgo od 22 do 27 cm, sivo glavo, hrbet in trtico, medtem ko so pleča in zgornja stran kril rdečerjave barve. Trebuh je umazano bele barve, prsi pa so okraste, posute s črnimi pegami. Po bokih ima črna peresa s svetlo rjavim robom. Kljun je okraste barve s črno konico. Spodnja stran peruti je črno bela, rep pa je dolg. Brinovka ima povprečno 14,5 cm dolga krila, stopala pa merijo okoli 3,5 cm. Brinovka je aktivna podnevi, gre pa za družabno ptico, ki se najbolje počuti v skupinah. V toplem delu leta se hrani pretežno z ličinkami in z žuželkami, pa tudi z deževniki in ostalimi nevretenčarji. Jeseni in pozimi se hrani s plodovi jerebike in črnega trna, pa tudi z drugim sadjem in jagodičjem.
Seli se le iz najbolj hladnih predelov na severu, in je zato v Sloveniji veliko pogostejša v zimskem času. Pozimi je tako eden najpogostejših predstavnikov drozgov na Slovenskem. Pozimi se najpogosteje zadržujejo na travnatih površinah in poljih, pa tudi po grmovju. Gnezdi v manjših kolonijah, ki mladičem zagotavljajo varnost. Gnezda gradijo iz vej tik ob deblu visoko v drevesnih krošnjah.
Oglaša se z značilnim "tsak tsak".